# Potosi (Missouri)
Potosi – miasto w Stanach Zjednoczonych, w stanie Missouri, siedziba administracyjna hrabstwa Washington.